# Minka Kelly
Pour les articles homonymes, voir Kelly.
Minka Kelly est une actrice américaine, née le 24 juin 1980 à Los Angeles. Révélée en 2006 pour son rôle de la cheerleader Lyla Garrity dans la série dramatique Friday Night Lights, elle apparaît ensuite dans les plus éphémères programmes Charlie's Angels (2011) puis Almost Human (2013).
Au cinéma, elle porte le thriller The Roommate (2011), joue dans la comédie Le Mytho (2011), puis, elle prête ses traits à Jackie Kennedy dans l'acclamé film biographique dramatique Le Majordome (2013) et elle est à l'affiche du thriller d'espionnage Nomis (2018).
Entre 2016 et 2017, après être intervenue dans les séries The Path et Jane the Virgin, elle décroche un rôle récurrent dans la série DC Comics, Titans, diffusée sur la plateforme de streaming Warner, à partir de 2018.

## Biographie
Née à Los Angeles en 1980, Minka Kelly est l'enfant unique de Richard Marc "Rick" Dufay (né le 20 février 1952), guitariste franco-américain du groupe Aerosmith, et de Maureen Dumont Kelly (20 décembre 1956 - 4 décembre 2008), danseuse exotique américaine. Ses parents se sont rencontrés en 1979 et ont vécu une brève idylle. Maureen Kelly tombe enceinte et désire garder l'enfant, mais Rick Dufay ne se sent pas prêt à être père. Ils se séparent et Maureen Kelly élève seule sa fille à Albuquerque, au Nouveau-Mexique. Minka Kelly rencontre son père durant son enfance, mais ce n'est qu'à l'adolescence qu'elle noue des liens avec lui. 

### Vie privée
De 2003 à 2004, Minka Kelly fréquente l'acteur Brian J. White, avant de fréquenter l'acteur Donald Faison pendant un an. Durant l'été 2007, elle fréquente l'acteur Chris Evans. Jusqu'en 2014, les deux acteurs connaitront de nombreuses ruptures et réconciliations,. En septembre 2007, elle entame une relation très médiatisée avec le musicien John Mayer, qui se terminera en janvier 2008.
De 2008 à 2012, elle est en couple avec le joueur de baseball Derek Jeter ; le couple s'est plusieurs fois séparé, puis réconcilié. Très vite après leur dernière rupture en février 2012, Minka Kelly entame une brève liaison avec l'acteur Wilmer Valderrama. Entre 2015 et 2016, elle aurait fréquenté l'acteur Sean Penn. Dans l'été 2016, elle a de nouveau une liaison avec Wilmer Valderrama, avant de fréquenter l'acteur Josh Radnor durant quelques mois.
À partir de juillet 2017, elle a une relation très médiatisée avec l'acteur Jesse Williams, rencontré sur le tournage du jeu vidéo Detroit: Become Human. Ils se séparent en janvier 2018. D'août 2020 à mai 2022, elle est en couple avec l'acteur et humoriste Trevor Noah. 
En novembre 2022, elle officialise son couple avec Dan Reynolds, membre des Imagine Dragons.
En octobre 2017, il est révélé que l'actrice fait partie des victimes de harcèlements et d'agressions sexuels de la part du producteur hollywoodien Harvey Weinstein.

## Carrière

### Débuts et révélation

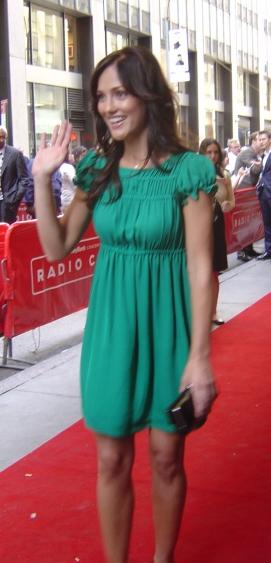
Lors d'une soirée organisée par NBCUniversal, en 2007.

Après avoir été diplômée de son lycée Valley High School à Albuquerque, la jeune femme retourne vivre à Los Angeles. Durant un casting pour une agence de mannequins, une ancienne Playmate souhaite l'embaucher en tant que réceptionniste dans un cabinet de chirurgie. Or, elle se voit proposer comme salaire une chirurgie mammaire. Finalement, Minka refuse de se plier à de tels procédés et se fait renvoyer.
Entre 2003 et 2006, elle enchaîne les apparitions dans des séries télévisées, comme la sitcom jeunesse Ce que j'aime chez toi, avant de décrocher l'un des premiers rôles de la série dramatique, Friday Night Lights. Ce drame sportif tourné au Texas lui apporte une exposition remarquée. Elle y incarne la lycéenne Lyla Garrity durant les trois premières saisons du programme et ne reviendra que pour deux apparitions durant la quatrième saison.

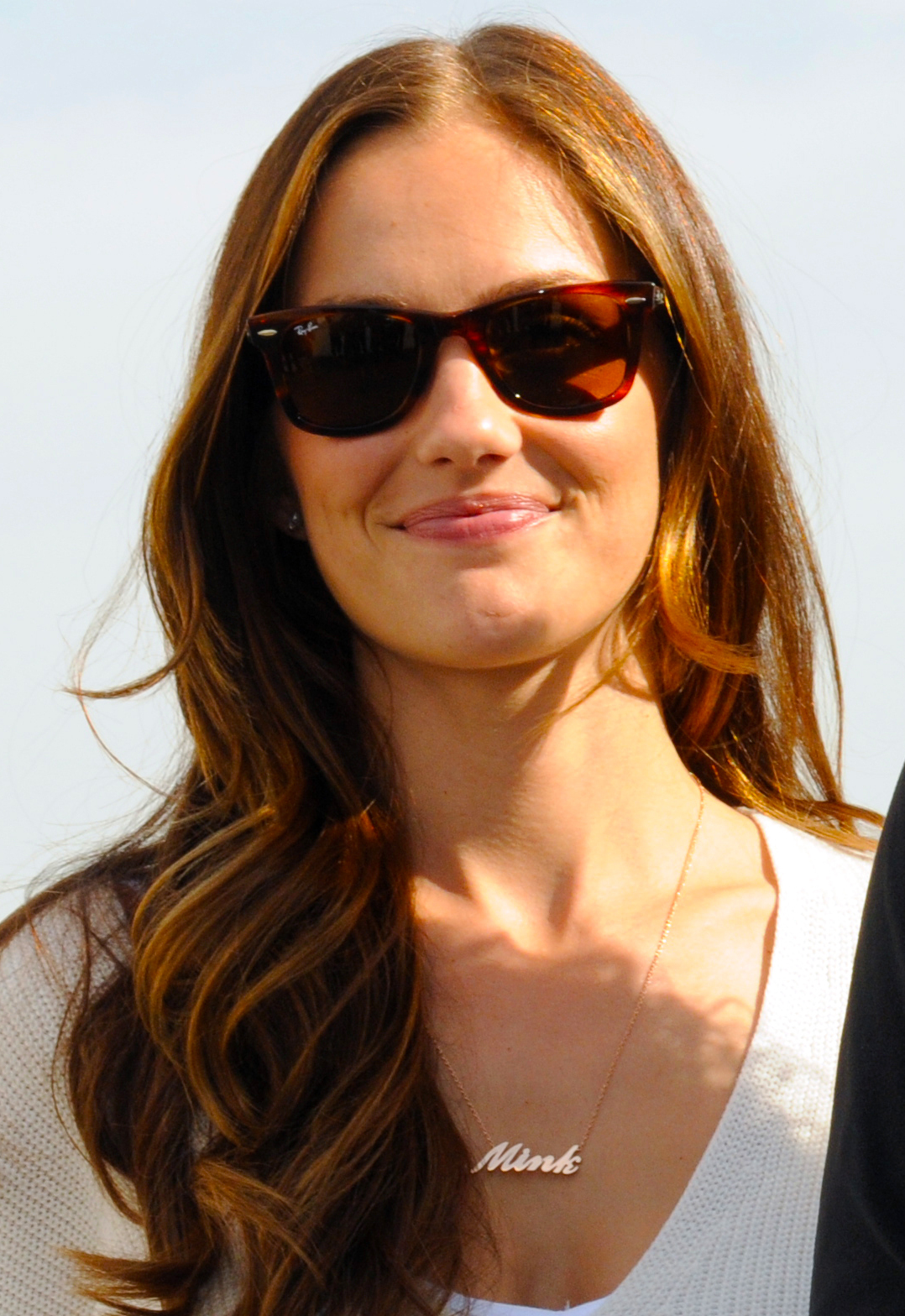
En 2009.

Elle joue ainsi des petits rôles dans le thriller militaire Le Royaume en 2007, et la comédie romantique à succès (500) jours ensemble en 2009.
À sa sortie de Friday Night Lights, elle tente de continuer à la télévision : l'épisode pilote de la série politique pour adolescents Body Politic n'est cependant pas retenu par la chaîne américaine CW en 2009, et elle est remplacée par Sarah Chalke dans le premier épisode de la comédie Mad Love.

### Entre cinéma et télévision
L'actrice accepte donc d'apparaître dans une poignée d'épisodes de la série familiale Parenthood, développée par son ancien employeur, Jason Katims. Elle apparaît également dans une publicité qui lutte contre le cancer du sein, aux côtés de Alyson Hannigan, Emily Deschanel, Jaime King et Katharine McPhee.

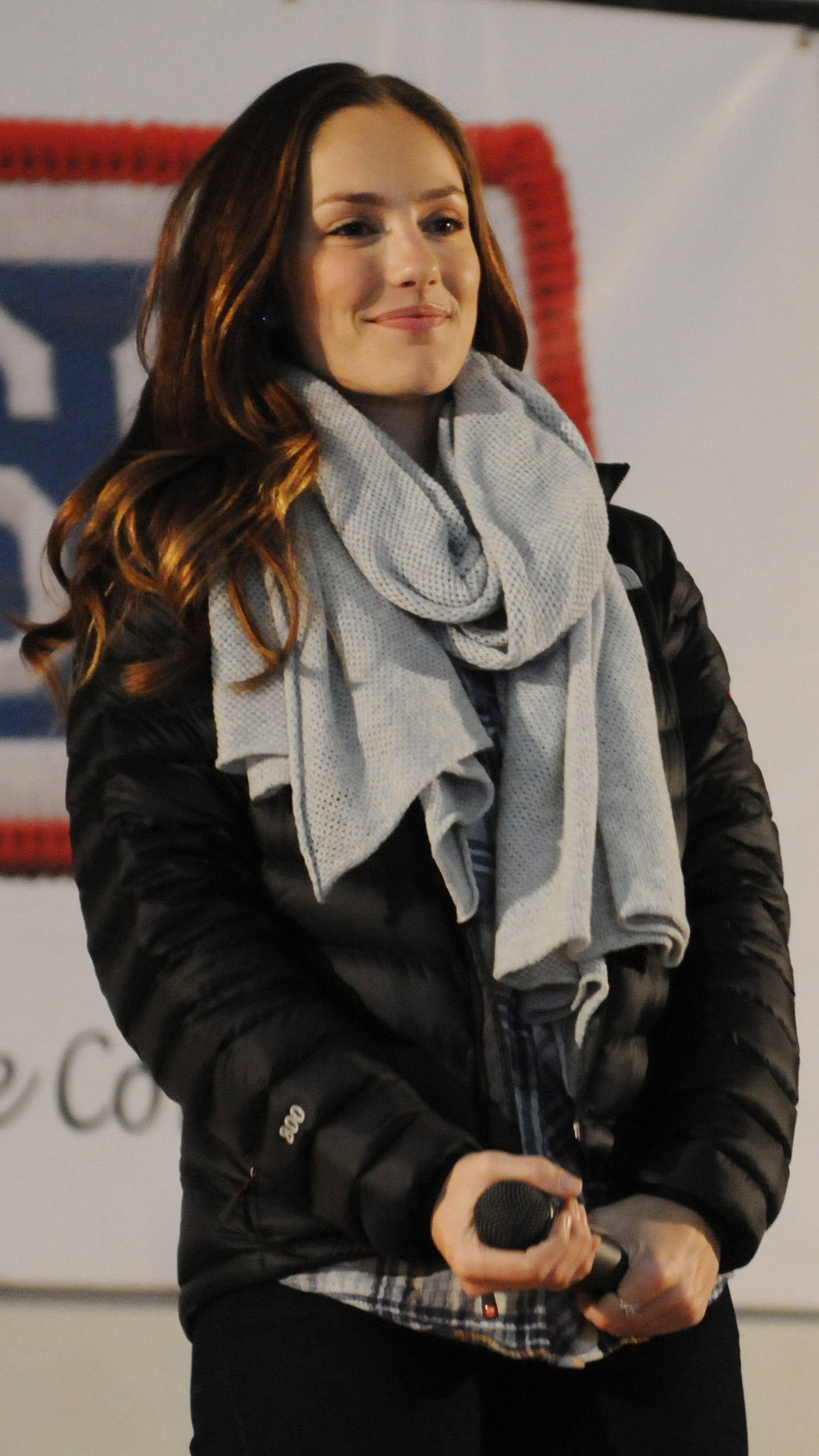
En 2011.

En 2011, elle fait partie des trois nouveaux visages choisies par ABC pour porter le reboot Charlie's Angels. Cette série d'action légère est cependant très mal reçue par la critique et ne rencontre pas le public, elle s'arrête dans l'indifférence générale. Elle n'a pas plus de chance en 2013 avec le pourtant plus ambitieux polar de science-fiction Almost Human. La série s'arrête au bout des 13 épisodes commandés.

Au cinéma, ses apparitions restent anecdotiques : l'année 2011 est marquée par la sortie de plusieurs films : la comédie indépendante Searching For Sonny, malgré un soutien critique, passe inaperçue. En revanche, deux projets rencontrent leur public, à défaut de convaincre la critique : le thriller pour adolescents The Roommate reçoit ainsi deux nominations aux MTV Movie Award dans la catégorie « Meilleur gros flip » et aux Teen Choice Award dans la catégorie « Meilleure actrice dans un film dramatique ». Quant à la comédie Le Mytho, menée par Jennifer Aniston et Adam Sandler, elle est également très mal reçue par la critique, mais convainc au box-office.

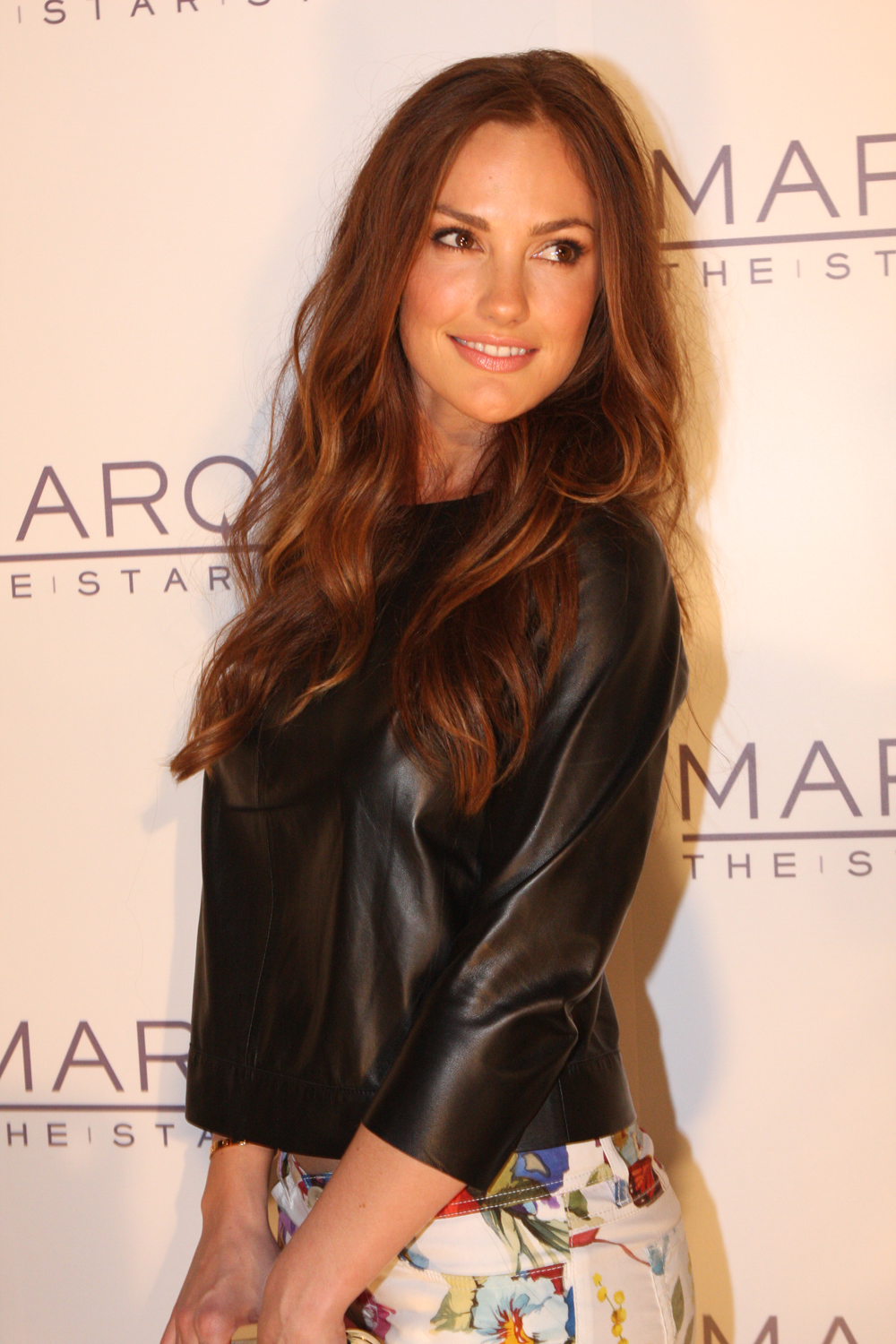
Minka Kelly au Paris Hilton: Marquee The Star le 30 mars 2013.

En 2013, elle prête ses traits à Jackie Kennedy dans quelques scènes du biopic acclamé Le Majordome, de Lee Daniels. L'année précédente, elle apparaît dans le vidéoclip One More Night de Maroon 5. L'année 2015 l'amène à jouer les rôles principaux féminins de productions mineures : le drame The World Made Straight, avec Noah Wyle et le téléfilm Away and Back avec Jason Lee.
En 2016, elle a joué dans plusieurs épisodes de la série The Path, portée par Aaron Paul et Michelle Monaghan. En 2017, elle joue les guest-star pour trois épisodes de la série, saluée par les critiques, Jane the Virgin. Au cinéma, elle décroche un petit rôle dans la comédie Naked, portée par Marlon Wayans et diffusée sur Netflix. Elle apparaît aussi, le temps d'un épisode, dans la série télévisée Bull, portée par Michael Weatherly.
Cette même année, elle décroche un rôle récurrent, amené à devenir régulier, dans la nouvelle série DC Comics, Titans. Il s'agit de l'adaptation en prise de vue réelle du comics Les Jeunes Titans (Teen Titans). Bien que créé par Greg Berlanti, elle n'a aucun lien avec ses productions antérieures Arrow, Flash, Supergirl et Legends of Tomorrow. Cette série est diffusée, en 2018, sur la nouvelle plateforme de streaming Warner.
En 2018, elle est présente au casting du thriller Nomis aux côtés d'Alexandra Daddario, Henry Cavill et Ben Kingsley.
En 2020, elle joue avec François Arnaud dans le drame indépendant She's in Portland, présenté au Festival international du film de Santa Barbara.

## Filmographie

### Cinéma

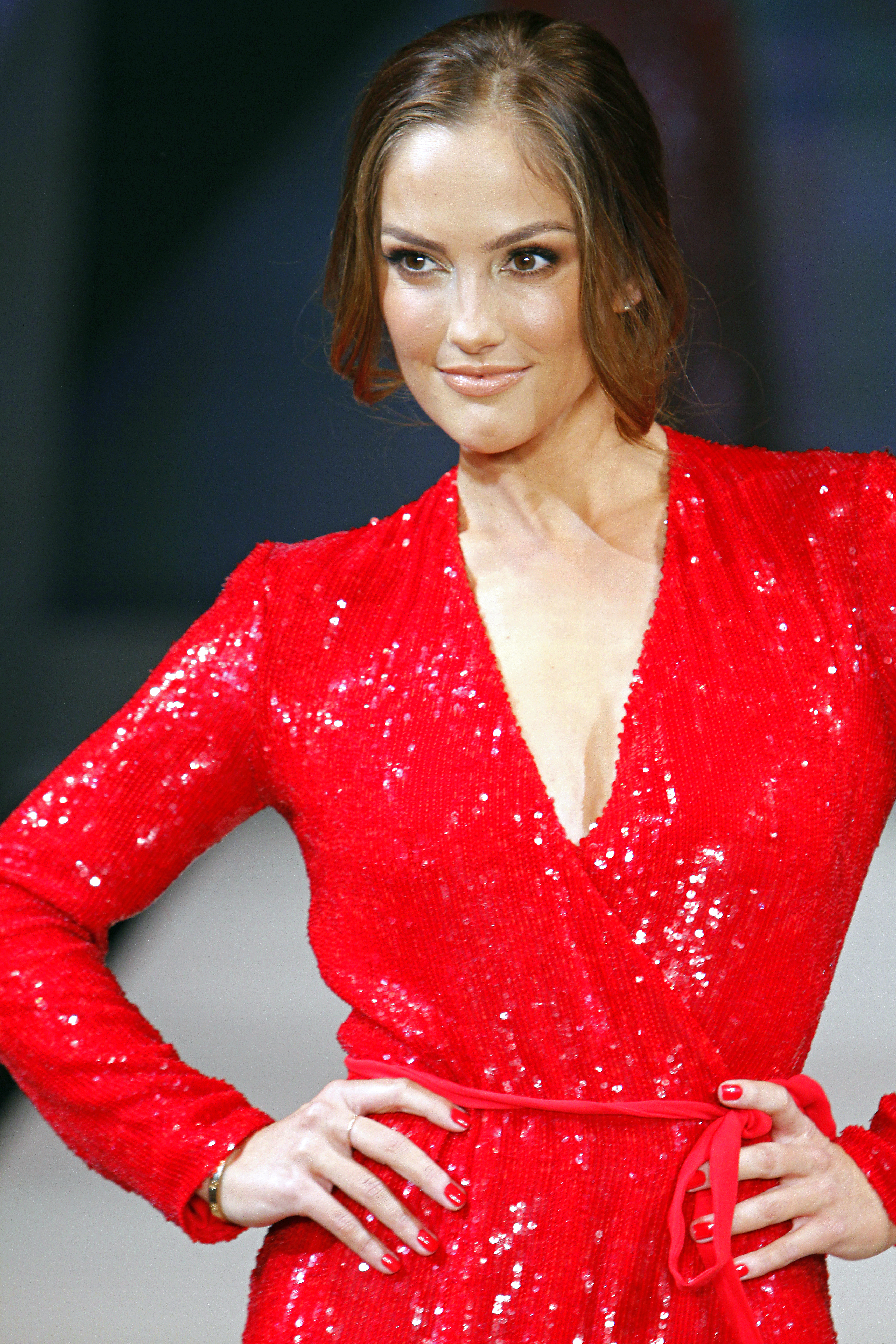
Lors du défilé The Heart Truth's Red Dress Collection Fashion Show, en 2012.

#### Longs métrages
- 2005 : Devil's Highway de Fabien Pruvot : River
- 2006 : Le Masque d'Halloween (The Pumpkin Karver) de Robert Mann : Tammy Boyles
- 2006 : State's Evidence de Benjamin Louis : Une fille
- 2007 : Le Royaume (The Kingdom) de Peter Berg : Miss Ross
- 2009 : 500 jours ensemble (500 Days of Summer) de Marc Webb : Autumn
- 2011 : Searching For Sonny d'Andrew Disney : Eden Mercer
- 2011 : The Roommate de Christian E. Christiansen : Sara Matthews
- 2011 : Le Mytho (Just Go With It) de Dennis Dugan : Joanna Damon
- 2013 : Le Majordome (The Butler) de Lee Daniels : Jacqueline « Jackie » Kennedy
- 2015 : The World Made Straight de David Burris : Dena
- 2015 : Papa Hemingway in Cuba de Bob Yari : Debbie Hunt
- 2018 : Nomis (Night Hunter) de David Raymond : Angie
- 2020 : She's in Portland de Marc Carlini : Sarah
- 2021 : Lansky d'Eytan Rockaway : Maureen
- 2024 : Blackwater Lane (en) de Jeff Celentano : Cassandra "Cass" Anderson

#### Courts métrages
- 2014 : Bud Light : Ian Up for Whatever de Jeff Tremaine
- 2019 : Shady Friend de Andrew Disney : Kara

### Télévision

#### Séries télévisées
- 2004 : Cracking Up : Monica
- 2004 : Drake et Josh : Stacey
- 2005 : Mes plus belles années (American Dreams) : Bonnie
- 2005 : Ce que j'aime chez toi (What I Like About You) : Ricki
- 2006 - 2009 : Friday Night Lights : Lyla Garrity
- 2010 - 2011 : Parenthood : Gaby
- 2011 : Charlie's Angels : Eve French
- 2013 : Full Circle : Bridgette Murphy
- 2013  : Almost Human : Détective Valérie Stahl
- 2015 : Man Seeking Woman : Whitney
- 2016 : The Path : Miranda Frank
- 2017 : Jane the Virgin : Abbey Whitman
- 2017 : Bull : Kara Clayton
- 2018 - 2021 : Titans : Dawn Granger / Dove II
- 2019 : Drunk History : Maurine Dallas Watkins / Florence Nightingale
- 2020 : Legends of Tomorrow (DC's Legends of Tomorrow) : Dawn Granger / Dove II (saison 5, épisode 1 - crossover Crisis on Infinite Earths)
- 2022 : Euphoria : Samantha
- 2025 : Nouvelle vie à Ransom Canyon (Ransom Canyon) : Quinn

#### Téléfilms
- 2010 : True Love de Pamela Fryman : Kate
- 2015 : Away and Back de Jeff Bleckner : Jennie Newsom
- 2018 : La Maison sur la plage (The Beach House) de Roger Spottiswoode : Cara Rudland

### Clips vidéos
- 2002 : She Hates Me de Puddle of Mudd
- 2002 : If You C Jordan de Something Corporate
- 2012 : One More Night de Maroon 5

### Jeux vidéo
- 2018 : Detroit : Become Human : North (voix et capture de mouvement)[18]

## Voix françaises
En France
| - Marie Diot dans : - Charlie's Angels (série télévisée) - Almost Human (série télévisée) - La Maison sur la plage - Chantal Baroin dans : - Naked - Nomis - Nadine Girard dans (les séries télévisées) : - Parenthood - Bull | et aussi - Chloé Berthier dans The Path (série télévisée) - Diane Dassigny dans Titans (série télévisée) - Elsa Davoine dans Detroit: Become Human (voix, jeu vidéo) |

- Marie-Eugénie Maréchal dans Friday Night Lights

## Distinctions
Sauf indication contraire ou complémentaire, les informations mentionnées dans cette section proviennent de la base de données IMDb.

### Récompense
- Gold Derby TV Awards 2009 : meilleure distribution dans une série télévisée pour Friday Night Lights - récompense partagée avec le reste de la distribution principale

### Nominations
- Gold Derby TV Awards 2007 : meilleure distribution dans une série télévisée pour Friday Night Lights - nomination partagée avec le reste de la distribution principale
- Teen Choice Awards 2009 : meilleure actrice dans une série télévisée dramatique pour Friday Night Lights
- MTV Movie Awards 2011 : meilleure interprétation « flippante » pour The Roommate
- Teen Choice Awards 2011 : meilleure actrice dans un film dramatique pour The Roommate
- Acapulco Black Film Festival 2014 : meilleure distribution pour Le Majordome - nomination partagée avec le reste de la distribution principale